# سولومون فوت
سولومون فوت (به انگلیسی: Solomon Foot) سناتور سابق عضو حزب جمهوری‌خواه ایالات متحده آمریکا بود. وی در سال ۱۸۵۱ تا ۱۸۵۶ و ۱۸۵۶ تا ۱۸۶۶ میلادی سناتور ایالت ورمانت در سنای ایالات متحده آمریکا بود.